# Даракерт
Даракерт (вірм. Դարակերտ) — село в марзі Арарат, у центрі Вірменії. Село розташоване за 7 км на північний захід від міста Масіс, за 2 км на захід від села Норабац, за 2 км на південь від села Гукасаван та за 2 км на схід від села Даштаван.